# Dolánky (Březno)
Dolánky jsou malá vesnice v okrese Mladá Boleslav, část obce Březno. Nachází se 1,4 kilometru jižně od Března.

## Historie
První písemná zmínka o vesnici pochází z roku 1638.